# Dryaden

De dryade van Evelyn De Morgan

Dryaden (Oudgrieks: Δρυάδες, Dryádes) zijn figuren uit de Griekse mythologie. Het waren boomnimfen die eruitzagen als mooie vrouwen. Dryaden (of hamadryaden) waren elementaire krachten maar niet onsterfelijk. Zodra de boom doodging waarmee ze in verbinding stonden, stierven zij ook. Dryaden straften stervelingen wanneer ze takken braken, of als ze schade aan haar boom aanrichtten.
Een van de bekendste verhalen is die van de dryade Driope. Er zijn een aantal mythen over haar geschreven. Een daarvan is dat ze bedrogen werd door Apollo. Ze kreeg een zoon van hem genaamd Amphissus. Vervolgens werd ze veranderd in een boom.
Een andere legende: Ze was op een dag met haar jonge zoon en haar zuster Iole mooie bloesems aan het plukken van een Lotus om daarvan een slingerkrans te maken. De boom was echter geen Lotus, maar Lotis, een dryade die verstopt was omdat iemand haar achtervolgde. En waar Driope de bloesems had geplukt stroomde nu bloed uit haar takken. Lotis was kwaad, schreeuwde van pijn en woede en veranderde Driope in een boom.

## Indeling
- Alhoewel met de hamadryaden soms ook de gehele groep dryaden wordt aangeduid, wordt over het algemeen aangenomen dat zij de beschermsters van de eik zijn.
- De oreaden zijn de nimfen van de bergen, maar worden soms ook gezien als de beschermsters van de gehele berg. Ze waren de dochters van de vijf hekateriden.
- De meliae zijn de beschermvrouwen van de es, geboren uit het bloed van Ouranos nadat deze gecastreerd was. De bekendste van deze nimfen is Melia.
- De epimeliaden worden ook wel meliaden genoemd, niet te verwarren met de meliae. De epimeliaden zijn de nimfen van de fruitbomen.
- De alseïden waren de nimfen van kleine groepjes van bomen in het algemeen, net als de auloniaden, die volgens andere bronnen de dalen zouden beschermen. Alseïde is afgeleid van het Griekse woord alsea dat "bosje" betekent.
- De napaea zijn juist de beschermsters van de open plekken in het bos, en de gezelschapsdames van de godin Artemis.
- Sommige daphniaden beschermen de laurier, anderen leggen zich toe op andere, zeldzamere boomsoorten.